# 南風通信
南風通信（サザンウインドつうしん）は2008年2月14日にアダルトゲーム製作会LOVERSOULが運営する配信サイト「LOVERSOUL NET-WORK」から放送されたインターネットラジオ番組。

## 概要
LOVERSOUL社の製品の紹介や告知を兼ねた番組構成で、LOVERSOUL製ゲームソフト「STEP×STEADY(ステップ・バイ・ステディ)」の出演者である草柳順子と中家志穂がパーソナリティを務める。STEP×STEADYの舞台となった喫茶店「サザンウインド」からFMラジオ放送番組に見立てて進行し、二人のフリートークを中心とした内容で放送した。

## パーソナリティ
ゲームソフトの設定どおり草柳順子はSTEP×STEADYの登場人物「持田菜央(もちだなお)」役で番組冒頭のコントを担当、中家志穂も「遠山泉水(とおやまいずみ)」役で担当した。役のままでリスナーからの投稿を読むこともあった。
中家志穂は番組内では自身の性格を「M(エム：マゾヒスト)」と公言しているが性癖を指すものではなく性格的なものとしての意味合いで使っている。草柳順子は自身の性格について第一回配信分で「普通です」と発言しているが、声優として演じる役は「静かなS(サディスト)キャラが好き」と番組内で語っている。

## 番組コーナー
究極の新メニュー開発コーナー「サザンウインドを救うのは君だ」
喫茶店「サザンウインド」に出す新メニューを募集するコーナー。
リスナーからの料理のアイデアやレシピを募集し、採用不採用を決定する。
イケメン兄さん復活コーナー「これが理想のお兄ちゃん」
ダメ人間を叩きなおすために持田菜央が奮闘するコーナー。
リスナーが自身の悩みを投稿、持田菜央が愛情をもって「罵倒」し励ます。
普通のおたよりコーナー
リスナーからの普通のおたよりを紹介。

## 過去の放送一覧
全て2008年の放送
- 02月（第1回・第2回・第3回）
- 03月（第4回・第5回・第6回・第7回）
- 04月（第8回・第9回・第10回・第11回）
- 05月（第12回・第13回）

## ゲスト
| 配信回 | 配信日        | ゲスト出演者 | 備考                                           |
| ------ | ------------- | ------------ | ---------------------------------------------- |
| 第10回 | 2008年4月17日 | まきいづみ   | 岬 春那役                                      |
| 第11回 | 2008年4月24日 | まきいづみ   | 岬 春那役                                      |
| 第12回 | 2008年5月1日  | 神咲まゆみ   | 恋魂詰オープニング「step by step」ボーカル担当 |